# Pedro Alladio
Pedro Aládio ou Pedro Alladio (Séc. XIII).
Foi referenciado por Bernardo de Brito e escritores subsequentes como cronista português do Séc. XIII, que teria escrito em 1234 a obraː
,
.
- «De Sacrificiis antiquis Lusitanorum»

onde reportaria diversos eventos da história portuguesa.
A pilhagem do Mosteiro de Alcobaça, no decurso da Extinção das ordens religiosas em 1833-34, tornou impraticável vir a confirmar a existência desta e de outras obras, deixadas ao saque da população durante vários dias.